# FASPO
Der Fachverband für Sponsoring-Agenturen und Dienstleister e.V. (FASPO) ist eine deutsche Lobbyorganisation. Er wurde 1996 in Frankfurt am Main gegründet und hat heute den Sitz in Berlin.

## Ziele
Eigene Zielsetzung ist die Professionalisierung von Sponsoring sowie seine Profilierung durch Gattungsmarketing auf den Feldern Kultur, Public, Sport und Medien. Der Dachverband vertritt die Interessen von ca. 60 Mitgliedsunternehmen. Hierzu gehören Sponsoringanbieter (Rechteinhaber und Rechtevermarkter) Agenturen, Sponsoren und Dienstleister. Als Wirtschaftsverband vertritt der Fachverband Sponsoring die Interessen seiner Mitglieder gegenüber Politik, Wirtschaft, Medien und Gesellschaft in Deutschland, Österreich und der Schweiz.
Seit 2003 ist der Verband Mitglied im Zentralverband der Deutschen Werbewirtschaft und im Verband Schweizer Werbung und gestaltet die politischen, rechtlichen und steuerlichen Rahmenbedingungen für Sponsoring in Deutschland und im EU-Raum. FASPO ist als Interessenverband in Lobbyregistern in Brüssel und Berlin gelistet.
Als Dachverband arbeitet der Verein als Joint Industry Committee, also im Konsens aller Marktpartner der Sponsoringwirtschaft. Die Meinungsbildung der Interessengruppen innerhalb des FASPO erfolgt in Arbeitsgruppen bzw. Marketingplattformen. Der Verband gestaltet verantwortlich die Rahmenbedingungen für die Sponsoringwirtschaft im deutschsprachigen Raum.
Der Verband erarbeitet und setzt die Qualitätsmaßstäbe für die Professionalisierung der Sponsoringbranche.

## Gründungsmitglieder
Die Gründungsmitglieder waren:
- DeTeMobil, Bonn
- Ferrero, Frankfurt am Main
- Herausgeber Jahrbuch Sponsoring (New Business Verlag), Hamburg
- IFM Medienanalysen GmbH, Karlsruhe
- INRA Deutschland, Mölln
- ISPR GmbH, München/Hamburg
- McDonald’s Deutschland Inc., München
- Mercedes-Benz AG, Stuttgart
- Schmidt und Kaiser GmbH, Koblenz/Baden-Baden
- Sponsor Partners, Bonn (jetzt BBDO Live)
- Ufa Film- und Fernseh-GmbH, Hamburg (jetzt Sportfive)
- Verlagsgruppe Milchstraße, Hamburg

## Mitglieder (Auswahl)
Faspo vertritt über 60 Organisationen. Mitglieder sind unter anderem:
- Beiersdorf AG
- Bundesamt für Sport
- DEAG Deutsche Entertainment
- Eurosport
- Reemtsma Cigarettenfabriken
- Schweizer Fernsehen
- Sky Deutschland
- Technische Universität München – Fakultät für Sportwissenschaften
- T-Systems
- VfL Wolfsburg Fußball GmbH
- Würth-Gruppe

## Internationaler Sponsoring Award (ISA)
Jährlich wird vom FASPO der "Internationale Sponsoring Award" in den Kategorien Sport-, Kultur-, Medien- und Public-Sponsoring vergeben. Zusätzlich wird ein Sonderpreis für innovative Lösungen und Kreativität im Sponsoring ausgelobt.
Die Preisträger seit 2005 sind:
| Kategorie         | Preisträger               | Agentur            | Projekttitel                                                            |
| ----------------- | ------------------------- | ------------------ | ----------------------------------------------------------------------- |
| 2005              |                           |                    |                                                                         |
| Sport             | Allianz SE                | Schmidt und Kaiser | Die Allianz-Arena – mehr als ein Naming-Right                           |
| Sport             | Erdgas Ostschweiz         |                    | Effizientes Leichtathletik-Sponsoring mit Herz                          |
| Sport             | Deutsche Bank             |                    | The Best of Golf                                                        |
| Public            | Focus Magazin Verlag      |                    | Für die Zukunft lernen                                                  |
| 2006              |                           |                    |                                                                         |
| Sport             | Deutsche Bahn             |                    | Wir sind am Ball – FIFA WM 2006                                         |
| Kultur            | Deutsche Telekom          |                    | Guggenheim-Ausstellung                                                  |
| Kultur            | UBS                       |                    | UBS Verbier Festival Orchestra                                          |
| Medien            | Orange                    |                    | Orange Cinema                                                           |
| Public/Innovation | UNICEF / FC Barcelona     |                    | Trikots und Tore gegen AIDS                                             |
| 2007              |                           |                    |                                                                         |
| Sport             | T-Systems                 |                    | High-Tech Segeln                                                        |
| Kultur            | Reemtsma                  | Scholz & Friends   | Cabinet-Preis                                                           |
| Kultur            | BWM                       | Actori             | Oper für alle                                                           |
| Public            | BASF                      | Mussler&Felten     | You are the Champions                                                   |
| Innovation        | HSV                       |                    | Der Hamburger Weg                                                       |
| Innovation        | Phonak                    |                    | Hear the World                                                          |
| 2008              |                           |                    |                                                                         |
| Sport             | Deutsche Telekom          | Ledavi             | Von T-Com zu T-Home – Sponsoringkampagne                                |
| Sport             | Credit Suisse             | McCann Erickson    | Credit Suisse integrierte Kampagne zur EURO 2008                        |
| Sport             | Sparkassen-Finanzgruppe   |                    | Olympia-Partner Deutschland                                             |
| Sonderpreis       | Mercedes-Benz             | Radiate-Experience | Mercedes-Benz Fashion Week Berlin                                       |
| 2009              |                           |                    |                                                                         |
| Sport             | Audi                      | Ledavi             | Audi Cup 2009                                                           |
| Sport             | Vattenfall                | McCann Erickson    | Eine WM voller Energie                                                  |
| Sport             | Allianz SE                |                    | Das Paralympische Engagement der Allianz                                |
| Kultur            | RWE                       |                    | 60 Jahre 60 Werke                                                       |
| Public            | Axpo AG                   |                    | Axpo Fair Play Trophy                                                   |
| Innovation        | DFL Deutsche Fußball Liga | Beispiel 3         | Sportler für Sportler                                                   |
| 2010              |                           |                    |                                                                         |
| Kultur            | Deutsche Bahn             |                    | Offizielle Mobilitäts- u. Logistikpartnerschaft im Rahmen von Ruhr 2010 |
| Medien            | Charles Vögele            | IMG Schweiz        | Charles Vögele Fashion Days                                             |
| Public            | Mercedes-Benz             | Ledavi             | Laureus Sport for Good                                                  |
| Public            | Deutsche Telekom          | Do it!             | Neue Sporterfahrung                                                     |

## FASPO Hall of Fame
Der FASPO gründete zu seinem zehnjährigen Bestehen 2006 die „Hall of Fame Sponsoring“, in die zunächst Pioniere der frühen Jahre berufen wurden. Ab 2007 werden aktuelle persönliche Engagements mit der Aufnahme gewürdigt.
Die bisherigen Laureaten sind:
| Laureat                             | Begründung |
| ----------------------------------- | --- |
| Franz Beckenbauer und Robert Schwan | Testimonialwerbung im Sport |
| Manfred Birkholz                    | Markt- und vertriebsorientiertes Sportsponsoring und CRM |
| Manfred Bruhn                       | Wissenschaftliche Grundlagen des Sponsorings |
| Horst Dassler und Patrick Nally     | Paketierung und Vertragsgestaltung von Marketingrechten |
| Hans Wilhelm Gäb                    | Sponsoring Opel, Ethik im Sponsoring |
| Klaus J. Hempel und Jürgen Lenz     | Aufbau der Marke UEFA Champions League |
| Arnold Hermanns                     | Wissenschaftliche Grundlagen von Sponsoring in der Marketingkommunikation, Sport- und Event-Marketing, Hochschul- und Bildungssponsoring                         |
| Uli Hoeneß                          | Beispielgebende Markenführung und Management eines Fußballclubs                                                                                                  |
| Cesar W. Lüthi                      | Pionier der Bandenwerbung |
| Günter Mast                         | Pionier der Trikotwerbung |
| Manfred Maus                        | Obi (Baumarkt)-Markenaufbau exklusiv über Sportsponsoring |
| Manuela Rousseau                    | Corporate Social Responsibility im Kontext sozialer, kultureller und sportlicher Förderung, professionelles Sponsoring und Engagement in Wissenschaft und Praxis |
| Bernd Schiphorst                    | Aufbau einer Sportrechtevermarktung und Beendigung des TV-Monopols in Deutschland                                                                                |
| Frank Schmidt und Oliver Kaiser     | Herausragende Agenturleistung im Sponsoring für emotionale Markenbildung und integrierte Kommunikation                                                           |
| Wilfried Straub                     | Professionalisierung der Marke Bundesliga |
| Reinhold Würth                      | Förderung von Kunst und Kultur sowie Sportsponsoring |
| Max Hollein                         | Verdienste um kreatives und erfolgreiches Management und innovatives Kunstmarketing mit konsequentem und höchst erfolgreichem Best-Practice-Sponsoring           |

## Chronik
Der Fachverband Sponsoring FASPO wurde 1996 in Frankfurt am Main gegründet. 2003 wurde der Schweizer Sponsoringverband SASPO in den FASPO integriert und 2010 erfolgte die Gründung der Geschäftsstelle in Wien.
Seit 2009 läuft die vom FASPO mit getragene Initiative zur Gründung eines Europäischen Sponsoring Dachverbandes.
2001 übernahm der FASPO vom Kommunikationsverband den "Internationalen Sponsoring Award", der seitdem jährlich in den Kategorien Sport-, Kultur-, Medien- und Public-Sponsoring vergeben wird. Im Jahr 2006 erfolgte die Gründung der "Hall of Fame Sponsoring".